# شاخه تحقیقات و تحلیل
شاخه تحقیقات و تحلیل (به انگلیسی: Research and Analysis Wing) اصلی‌ترین سازمان اطلاعات خارجی هند است که به خاطر جنگ هند و پاکستان در سال ۱۹۶۵ و جنگ هند و چین ایجاد شد. نظام اطلاعاتی هند شامل ۱۴ سازمان می‌شود که از این ۱۴ نهاد، ۲ نهاد به عنوان یکه‌تاز عرصه اطلاعات و امنیت هند فعالیت می‌کنند و بقیه در خدمت این ۲ می‌باشند؛ لذا، در این صفحه، بر این ۲ مورد اصلی با نام‌های "اداره اطلاعات" (Intelligence Bureau (IB که نقش سرویس اطلاعات و امنیت داخلی را ایفا می‌کند، و "شاخه تحلیل و پژوهش (Research and Analysis Wing (RAW که سرویس اطلاعات برون مرزی است، تمرکز شده‌است.
۱۴ سازمان اطلاعاتی هند عبارت‌اند از:
1. سازمان ملی پژوهش‌های تکنولوژیک (NTRO)
2. شاخه تحلیل و پژوهش (RAW)
3. اداره اطلاعات (IB)
4. اداره مبارزه با مواد مخدر (NCB)
5. سازمان اطلاعات درآمدها (DRI)
6. آژانس اطلاعات دفاعی (DIA)
7. اداره مشترک رمزیابی (JCB)
8. سرویس کنترل رادیویی سراسری هند (AIRMS)
9. اداره اطلاعات سیگنالی (SID)
10. مرکز پژوهش‌های هوایی (ASC)
11. اداره اطلاعات هوایی (DAI)
12. اداره اطلاعات دریایی (DNI)
13. اداره مالیات بر درآمد (بازرسی جنایی و اطلاعاتی) (DIT)
14. دفتر کل بازرسی مالیات بر درآمد (DGITI)

سرویس اطلاعات داخلی IB:
IB سرویس داخلی اطلاعات و امنیت هند و مشهور به قدیمی‌ترین سرویس اطلاعاتی جهان است. ریشه تأسیس این سرویس، به ۲۳ دسامبر سال ۱۸۸۵ (توسط وزارت کشور انگلیس) یعنی زمانی که «سر چارلز مک گرگور» (Charles MacGregor) رئیس دپارتمان اطلاعات ارتش انگلیس در هند بود، بازمی‌گردد. مأموریت این دپارتمان کنترل نیروهای روس در افغانستان جهت جلوگیری از هرگونه احتمال تجاوز از سوی آن‌ها به هند تحت استعمار انگلیس بود.
در سال ۱۹۰۹، «دفتر سیاسی اطلاعات هند» به منظور مقابله با فعالیت‌های انقلابی هندی‌ها تأسیس شد. اداره‌ای که از سال ۱۹۲۱ به «اطلاعات سیاسی هند» (IPI) معروف شد و تحت نظر مستقیم دولت به کنترل مخالفین مشغول بود. در سال ۱۹۴۷ بار دیگر با نام «اداره مرکزی اطلاعات» زیر نظر وزارت امور داخلی تأسیس شد. اما IPI به‌طور مستقیم به دو نهاد گزارش می‌داد: قوه قضاییه و IB. این اداره، به‌طور مستمر با اداره پلیس لندن (اسکاتلندیارد) و MI6 همکاری می‌کرد.
یکی از جنجالی‌ترین انتصاب‌های IB، انتصاب «سید آصف ابراهیم» به عنوان رئیس سرویس در سال ۲۰۱۲ بود که اعتراضات بسیاری را از سوی رسانه‌ها مبنی بر مسلمان بودن او در پی داشت.
«دینشوار شارمه» (Dineshwar Sharma) هم‌اکنون ریاست IB را بر عهده دارد. وی، از یکم ژانویه ۲۰۱۵ بر این سمت منصوب گردیده‌است.

## مسئولیت‌ها
وظایف IB شامل جمع‌آوری اطلاعات داخلی، فعالیت‌های ضداطلاعات و جاسوسی، و فعالیت‌های ضد تروریسم است. این سرویس اطلاعاتی، نیروهای خود را از پلیس و ارتش هند جذب می‌کند. در هر حال، رئیس این سرویس پیوسته یکی از افسران پلیس بوده‌است. از دیگر وظایف IB، جمع‌آوری اطلاعات از مرزهای مشترک هند با کشورهای همسایه بر اساس پیشنهاد سال ۱۹۵۱ کمیته «هیماتسینجی» است. پیش از استقلال هند، این وظیفه بر عهده سازمان‌های اطلاعاتی ارتش انگلیس بود. تمامی فعالیت‌های افراد در هند و کشورهای مجاور، تماماً تحت نظر IB قرار دارد. IB تا سال ۱۹۶۸ -زمان تأسیس RAW- فعالیت‌های برون مرزی را نیز رهبری می‌کرد.

## فعالیت‌ها
درک فعالیت‌های بسیار محرمانه IB، امری است دشوار. اصولاً، در هند هیچ‌کدام از اعضای خانواده یک مأمور اطلاعاتی از زندگی کاری وی خبر ندارند. IB واسطه تبادل اطلاعات بین پلیس و دیگر آژانس‌های اطلاعاتی کشور است. همچنین ارائه تاییدیه مبنی بر «پاک‌بودن سیاسی» سیاستمداران و قضات توسط این سازمان صورت می‌گیرد. در موارد نادر و در شرایط بحران، افسران IB با اصحاب رسانه در ارتباط مستمر قرار می‌گیرند. مشهور است که IB روزانه ۶ هزار فقره ایمیل را رویت می‌کند و از سیستمی مشابه «کارنیوور» (Carnivore) سازمان FBI استفاده می‌کند که همه ایمیل‌های روزانه را مورد بررسی قرار می‌دهد. طبق قوانین هند، سرویس امنیت داخلی کاملاً مجاز به استراق سمع هر فرد حقیقی و حقوقی است.

## عملکرد
افسرهای کلاس A، وظیفه مدیریت IB و هماهنگی‌های دست بالا را بر عهده دارند. افسران کلاس B، زیر دست این افسران هستند و مستقیماً از روسای سازمان دستور می‌گیرند. افسران کلاس C، از معاونین سازمان و برخی از افسران درجه ۲ متابعت می‌کنند. افسران درجه ۲، معمولاً در معاونت‌های مستقل تحت مدیریت معاونین سازمان فعالیت دارند. IB، دارای دفاتر بسیاری در نقاط مختلف است و از طریق همین دفاتر با دفاتر مختلف پلیس ارتباط دارد. سازمان اطلاعات و امنیت داخلی، همچنین دارای دفاتری برای ارزیابی شرایط بحران، کشف هر گونه فعالیت خرابکارانه و تروریستی، و برآوردهای اطلاعاتی برای تأمین امنیت نقاط حساس کشور است. نیروهای IB همچون نیروهای RAW دارای حقوق ماهیانه و تشویقی به ازای هر سال موفقیت به شکل پرداخت یک ماه حقوق یا ترفیع درجه هستند. البته IB هم همانند دیگر سرویس‌های اطلاعاتی از کمبود یا فقدان عملکرد در چارچوب قانون اساسی برخوردار است.

## سلسله مراتب

### افسران کلاس A
۱. رئیس IB؛ وی یا ارشدترین پلیس هند یا یکی از ژنرال‌های ۴ ستاره است. در حال، ریاست IB یک پست محسوب می‌گردد نه یک درجه.
1. رئیس ویژه؛ که معادل رئیس پلیس است.
2. مدیر جانشین؛ که معادل مدیر جانشین در پلیس است.
3. مدیر مشترک؛ که بازپرس کل پلیس است.
4. معاون مدیر مشترک؛ که مباشر ارشد پلیس است.
5. مدیر مشاور؛ که مباشر پلیس است.
6. افسر جانشین اطلاعات مرکزی؛ که معادل مباشر جانشین پلیس است.

### افسران کلاس B
۱. افسر مشاور اطلاعات مرکزی دارای درجه یک (معادل بازپرس ارشد پلیس).
۲. افسر مشاور اطلاعات مرکزی دارای درجه ۲ (معادل بازپرس پلیس).

### افسران کلاس C
۱. افسر اطلاعاتی عادی دارای درجه یک (معادل معاون اول بازپرس پلیس).
۲. افسر اطلاعاتی عادی دارای درجه ۲ (معادل معاون دوم بازپرس پلیس).
1. مباشر امنیتی ارشد (معادل سر پاسبان پلیس).
2. معاون مباشر امنیتی (معادل پاسبان پلیس).

البته افسران اجرایی هم در سازمان هستند که درجه‌بندی آن‌ها مانند درجه‌بندی پلیس نیست.

## علمیات‌ها در پیله اختفا
IB موفقیت‌های بسیاری در زمینه علمیاتی بدست آورده‌است و بر خلاف RAW دارای اسناد بسیار محرمانه است و اعتبارش مرهون همین امر می‌باشد. اطلاعات در مورد حوزه کاری این سروبس اطلاعاتی تا آن حد محدود است که جز تعداد انگشت‌شماری را نتوان یافت. این روش، از شوروی سابق که از دهه ۱۹۵۰ بر این سرویس مستولی بود، به ارث رسیده‌است.
ضعف در ارزیابی و پیش‌بینی جنگ هند-چین در سال ۱۹۶۲ و جنگ هند-پاکستان در سال ۱۹۶۵، موجب شد که IB فاقد وجاهت برای برآورد اتفاقات منطقه‌ای آتی شناخته شود و ترجیحاً به همان امنیت داخلی بپردازد و چنان شد که در سال 1968 RAWخلق شد.
اما تخصص IB در مقابله با تروریسم داخلی است. گزارش سال ۲۰۰۸ خبر از عملیات‌های موفقیت‌آمیز IB در این زمینه می‌دهد. این سرویس اطلاعاتی قبل از بمب‌گذاری‌های حیدرآباد و حمله تروریستی به بمبئی در سال ۲۰۰۸، مکرراً به پلیس هند اخطار داده بود. اما جالب اینکه پس از حملات خون‌بار ۲۰۰۸، این IB بود که از سوی رسانه‌ها محکوم به اهمال شد. پس از حملات ۲۶ سپتامبر، دولت هند تا آستانه اخراج مقامات ارشد امنیتی هند پیش رفت.
روزنامه ایندیا تودی در مقاله دسامبر ۲۰۱۰ خود آورد: IB در طی هر سال بیش از یک میلیون خط تلفن همراه در داخل هند را تحت کنترل قرار می‌دهد. دولت هند در سال ۲۰۱۰ کنترل ۶ هزار خط تلفن همراه در دهلی نو در یک عملیات را تأیید کرد. در فهرست محرمانه این عملیات، نام ۴۰۰ نفر از مقامات سیاسی و نظامی هند که دست در فساد مالی داشتند، ۲۰۰ مدیر شرکت‌های مختلف، بیش از ۵۰ روزنامه‌نگار مهم، ده‌ها اسلحه فروش، ده‌ها رئیس سازمان خصوصی، حدوداً ۱۰۰ مفسد جنسی و فروشنده مواد مخدر، و صدها شبه نظامی و هواداران آن‌ها وجود داشت.
وقتی «آجیت دووال» صراحتاً ISI پاکستان را تهدید می‌کند: «اگر یک حمله تروریستی دیگر علیه بمبئی صورت بگیرد، بلوچستان را از دست خواهید داد»
وزارت کشور هند بارها از سوی آژانس‌ها و سرویس‌های اطلاعاتی هند برای صدور مجوز شنود تلفنی تحت فشار قرار گرفته‌است. سرویس‌های مانند IB، دپارتمان مالیات بر درآمد (ITP)، اداره مرکزی تحقیقات (CBI)، مدیریت اطلاعات بر درآمد (DRI)، و اداره اعمال قوانین (ED) درخواست صدور این مجوز را داشته‌اند.
شنود تلفنی طبق «قانون تلگراف» مجاز است اما فقط در مواقع بحران. در سال ۱۹۹۷، دادگاه عالی حکم بر مشروع بودن شنود در شرایط خاص داد اما هنوز این موضوع در ظاهر مورد بحث بوده اما در باطن عملیات شنود کاملاً صورت می‌گیرد.
چالش اصلی IB هم‌اکنون سیاست‌های سنگین، بودجه ناکافی، و کمبود نیروهای زبده میدانی است. طبق آخرین برآوردها، مجموع ظرفیت IB هم‌اکنون ۲۵ هزار نیرو است که ۳ هزار و ۵۰۰ نفر آن‌ها نیروهای میدانی هستند که اکثر آن‌ها در عرصه اطلاعات سیاسی مشغول‌اند.

## سرویس اطلاعات برون مرزی (RAW)
سازمان RAW در سال ۱۹۶۸ پس از شکست مفتضح اطلاعاتی IB و در جهت کاهش نفوذ سرویس‌های اطلاعاتی چین تأسیس شد. این سرویس اطلاعاتی، در آغاز کار خود را با ۲۵۰ پرسنل و بودجه ۴۵۰ هزار دلاری شروع کرد. تعداد پرسنل RAW در دهه ۱۹۷۰ میلادی به چند هزار نفر و بودجه آن به ۶ میلیون ۷۵۰ هزار دلار رسید.
این سازمان، بعدها تمرکز خود را از روی چین به رقیب دیرینه‌اش پاکستان تغییر دارد. RAW و ISI سه دهه تمام است که تمام قد در حال مبارزه اطلاعاتی با یکدیگرند. موضوع کشمیر، یکی از بارزترین نمونه‌های اختلاف عمیق اطلاعاتی-امنیتی دو کشور است. ISI قویا قائل بر این است که RAW انواع و اقسام کارشکنی را در حق این سازمان انجام می‌دهد. به‌طور مثال، می‌توان به طرح‌های دیپلماتیک همتای هندی در افغانستان و فعالیت مأمورین آن جهت بی‌ثبات سازی پاکستان از طریق آموزش و مسلح ساختن جدایی‌طلبان بلوچستان -استان هم‌مرز با افغانستان- اشاره کرد. RAW نه تنها این اتصاف‌ها را پوچ خوانده، که ISI را بانی بمبگذاری ژوئیه ۲۰۰۸ سفارت هند در کابل می‌داند. سرویس اطلاعاتی برون مرزی هند موسوم به RAW بارها به دخالت در امور دیگر کشورها متهم شده‌است.
تا سال ۱۹۶۸، IB مسئول اطلاعات برون مرزی بود. اما فضاحت اطلاعاتی این سازمان در سال ۱۹۶۲ در جریان جنگ مرزی هند و چین و برآورد اشتباه از غافلگیری چینی‌ها، موجب شد که با توجه به درخواست ژنرال "جایانتا ناد چادوری" (Jayantha Nath Chaudhury) مبنی بر ایجاد یک سرویس اطلاعاتی خارجی برای امور برون مرزی، شش سال بعد در ۱۹۶۸، RAW خلق گردد. ژنرال بازنشسته "وی کی سینگ" در کتاب خود تحت عنوان "اطلاعات برون مرزی: اسرار RAW" چاپ سال ۲۰۰۷، این شکست مفتضح را متذکر شد.
در سال ۱۹۶۸، با به قدرت رسیدن «ایندیرا گاندی»، «آر.ان. کائو» -قائم مقام IB- به عنوان رئیس جدید RAW انتخاب شد. در سال ۱۹۷۱، وی دستور به ایجاد «مرکز تحقیقات هوایی» داد. این مرکز، جای مرکز اکتشاف هوایی ارتش هند را گرفت و مسئول کشف تجهیزات نصب‌شده توسط چین و پاکستان در مرزهای مشترک شد.
در سال ۲۰۰۸–۲۰۰۹، شایعاتی مبنی بر ایجاد یک سازمان تحت نام «سازمان تسهیلات تکنیکال» که وظیفه جاسوسی تکنیکال را بر عهده داشت، پخش شد. اگرچه، هیچ‌گاه مدرکی از تأسیس این سازمان به دست نیامد و پیوسته در خفا ماند.
سازمان RAW از زمان تأسیس تا به امروز که به قریب ۵۰ سال می‌رسد، تمرکز خود را بر چین و پاکستان نهاده و در فعالیت‌های برون مرزی خود پیوسته دست پیش را داشته‌است تا جایی که تحلیلگران نقش RAW در خارج از مرزهای خود را عمیقاً تأثیرگذار دانسته‌اند. اما، قدرت و نقش RAW در عرصه سیاست خارجی هند را نیز به مثابه تغییر نخست‌وزیر در دوره‌های مختلف، متغیر خوانده‌اند. هم‌اکنون، RAW مدعی است که در چندین زمینه برون مرزی توفیقاتی در خور را به دست آورده‌است: خلق بنگلادش در سال ۱۹۷۱، رشد روزافزون تأثیر هند در افغانستان، الحاق ایالت «سی کیم» (سوخیم) به هند در سال ۱۹۷۵، تأمین امنیت برنامه هسته‌ای هند، موفقیت‌های جنبش‌های آزادی آفریقا در طی جنگ سرد.

## اولین و جدیدترین رؤسای سازمان
اولین رئیس RAW، «رامشوار نات کائو» (Rameshwar Nath Kao) بود که تا زمان بازنشستگی در سال ۱۹۷۷ این سازمان را رهبری کرد. بسیاری از موفقیت‌های هند در تاریخ معاصر مرهون مجاهدت‌ها و هوشمندی افسران برجسته‌ای بود که با وی همکاری کردند؛ که از آن دست می‌توان به پیروزی هند در جنگ ۱۹۷۱ با پاکستان، و کمک‌های زیر پوستی هند به کنگره ملی آفریقای جنوبی در طی مبارزه با حکومت آپارتاید اشاره کرد. سینگ در کتاب خود آورده که کائو، نقش بسیار حیاتی در تبدیل شدن RAW به قدرت اول اطلاعاتی هند داشت و عوامل وی در اکثر سفارت‌ها و کمیسیون‌های عالی نفوذ داشته‌اند، اما پیوسته به دلیل عدم هماهنگی با IB مورد انتقاد قرار داشته‌است.

### نات کائو
اما جدیدترین رئیس سازمان هم‌اکنون «راجیندر خانا» (Rajinder Khanna) است. وی که از سال ۱۹۷۸ به RAW پیوسته‌است، اولین رئیس سازمان است که مستقیماً وارد پرسنل RAW شد (نه از طریق پلیس یا سرویس‌های دیگر). او مؤسس معاونت ضد تروریسم سازمان است و در کنار «آرویند ساکسنا» دوست قدیمی خود که هم‌اکنون یکی از مقامات ارشد اطلاعاتی هند است، درجات موفقیت را یکی پس از دیگری پیمود. تخصص او در برآوردها ضد تروریسم زبانزد سازمان است.

## وظایف سازمان
وظایف سازمان شامل جمع‌آوری اطلاعات خارجی، مبارزه با تروریسم، خراب‌کاری، ضد خراب‌کاری، و مدیریت عملیات‌های خارجی است. علاوه بر این، کسب و تحلیل اطلاعات از دولت‌ها، شرکت‌ها، و افراد خارجی را در دستور کار دارد تا بدین وسیله به تصمیم‌سازان سیاست خارجه هند مشاوره بدهد.

## اهداف
اهداف سازمان به شرح ذیل است:
1. نظارت بر پیشرفت‌های سیاسی و نظامی کشورهای همسایه به خصوص پاکستان و چین که تأثیر مستقیم یا غیرمستقیم بر امنیت ملی هند و فرمولاسیون سیاست خارجی آن دارند؛ و مضاف بر آن، جاسوسی از طریق سازمان تسهیلات تکنیکال.
2. محدودسازی ارسال اسلحه از کشورهایی مثل آمریکا و چین به پاکستان.
3. جمع‌آوری اطلاعات جهت مدیریت، برآورد ظرفیت و سازماندهی عملیات مقابله با گروهک‌های شورشی و جدایی‌طلب؛ و در این مسیر، استفاده از انواع جاسوسی، خرابکاری، ترور، زد و بند سیاسی، و تبانی.
4. ایجاد توازن استراتژیک جغرافیایی و جلوگیری از هر گونه تبانی کشورهای مجاور با گروه‌های کارشکن و شورش‌طلب داخلی از طریق همکاری با سرویس‌های اطلاعاتی کشورهای دوست.
5. تأمین امنیت برنامه هسته‌ای هند.

## ساختار و عملکرد RAW
اطلاعات چندانی از ساختار RAW در دست نیست. اما طبق گفته کارشناسان، این سازمان با ۲۵۰ نفر پرسنل و ۴۰۰ هزار دلار کار خود را شروع کرد. اکنون نیروهای این سازمان به چند هزار نفر رسیده اما هیچ‌کس از مقدار بودجه آن خبر ندارد. طبق محاسبات «فدراسیون دانشمندان آمریکایی»، تا سال ۲۰۰۰ تعداد نیروهای RAW به ۸ الی ۱۰ هزار نفر رسیده و دارای بودجه ۱۴۵ میلیون دلاری در سال بود. درست برعکس سازمان CIA در آمریکا و MI6 در انگلیس، سازمان RAW به جای وزارت دفاع به شخص نخست‌وزیر گزارش می‌دهد. رئیس سازمان، در جلسات هیئت دولت حضور می‌یابد. افسران برجسته RAW در «واحد پژوهش و تحلیل» و دیگر افسران در واحدهای دیگر همچون پلیس عمومی مشغول فعالیت هستند.
«بی رامان» (B. Raman) -افسر سابق RAW- در کتاب خود تحت عنوان «کابوی‌های RAW: خاطرات شیرین گذشته» به دو اولویت این سازمان پس از تأسیس اشاره می‌کند. سازمان، تحکیم ظرفیت جمع‌آوری اطلاعات از چین و پاکستان جهت انجام عملیات مخفیانه در پاکستان شرقی (اکنون بنگلادش) را در دستور کار خود قرار داد.
برخی از کارشناسان معتقدند که تلاش‌های RAW در پاکستان شرقی که منجر به جداسازی بنگلادش از استان بنگال هند و از پاکستان شد، با هدف دامن زدن به احساسات استقلال‌طلبانه صورت گرفت. اما دو اولویت به شرح ذیل است:
- نظارت بر پیشرفت‌های سیاسی و نظامی در کشورهای مجاوری که بر امنیت هند تأثیرگذارند و سیاست خارجه هند بر اساس عملکرد آن‌ها شاکله‌بندی می‌شود.
- کنترل و محدودسازی حمایت جنگ‌افزاری پاکستان که عموماً توسط آمریکا و چین صورت می‌گیرد.

در میان تحلیلگران، بر سر تأثیر RAW در سیاست خارجه هند بحث است. «سومیت گانگولی» (Sumit Ganguly) -استاد علوم سیاسی دانشگاه هند- معتقد است که RAW تأثیری بر سیاست خارجه هند ندارد. اما «دیپارکار بانرجی» (Dipankar Banerjee) -افسر بازنشسته ارتش و بنیان‌گذار «مؤسسه مطالعات صلح و مناقشه» که اتاق فکر مستقر در دهلی نو می‌باشد، معتقد است اتفاقاً از آنجایی که رئیس این سازمان تحلیل‌های دقیق و حیاتی را در اختیار رئیس دولت قرار می‌دهد، لذا تأثیر کاملی بر دولت دارد.
سازمان RAW از همان روزهای ابتدای کار، همکاری مخفیانه‌ای با موساد داشته‌است. هدف RAW این بود که از دانش موساد در زمینه شناخت غرب آسیا و شمال آفریقا نهایت بهره را ببرد.

## استخدام
استخدام نیرو توسط RAW تا همین اواخر از نیروهای ارتش، پلیس و نهادهای دیگر صورت می‌گرفت. اما هم‌اکنون این انتخاب به صورت مستقیم از دانشگاه‌ها انجام می‌پذیرد. اکنون تمرکز سازمان بر آماده‌سازی و آموزش هر چه بیشتر نوابغ جذب شده متمرکز شده‌است. بسیاری از نیروهای سازمان را افسران نیروهای مسلح و پلیس تشکیل می‌دهند. نیروهای جدید، پس از گذراندن دوره‌های ویژه به یگان خدمتی خود اعزام می‌گردند.
RAW با ارائه آگهی استخدام به صورت فیزیکی در نشریات و مجازی، شرایط استخدام را پیش روی شهروند خود گذاشته که به اعتقاد برخی کارشناسان جدی نبوده و حالت کاملاً صوری دارد. «دالجیت سینگ» -تحلیلگر سیاسی- معتقد است که برای نائل آمدن به درجه افسر عادی یا افسر برجسته در سازمان فرد ملزم به طی کردن مراحل مشخصی و بسیار ویژه است.

## شکست‌ها
۱. پاکستان، RAW را به خراب‌کاری در پنجاب به شکل حمایت مالی و نظامی از جنبش سرایکی، و برگزاری کنفرانس بین‌المللی برای این جنبش در دهلی در نوامبر و دسامبر ۱۹۹۳ متهم می‌کند. Raw شبکه عظیمی از جاسوس و مخالفین حکومت پاکستان را در خاک این کشور رهبری می‌کند که بسیاری از آن‌ها گروهک‌های مخالف نظام از مناطق «سند» و «پنجاب» هستند. گزارش‌های متعدد حاکی از آن است که بین سال‌های ۱۹۸۳ تا ۱۹۹۳، ۳۵ هزار جاسوس RAW در خاک پاکستان فعالیت کرده‌اند که از این تعداد ۱۲ هزار نفر در سند، ۱۰ هزار نفر در پنجاب، ۸ هزار نفر در استان‌های شمال غربی، و ۵ هزار نفر در بلوچستان مشغول بوده‌اند. همچنین کمک تسلیحاتی و آموزشی RAWبه آزادی‌طلبان بنگلادش موسوم به «موکتی باهینی» در جنگ هند-پاکستان ۱۹۷۱ که منجر به استقلال بنگلادش شد، از زخم‌های بسیار بزرگی است که از سمت هند به پاکستان وارد آمده‌است.
۲. طبق تحقیقات «کمیسیون جین»، RAW مسئول پشتیبانی از گروهک‌های مسلح سریلانکا است. این سازمان به همراه IB، از سال ۱۹۸۱ اقدام به ایجاد اردوگاه‌های آموزش این نیروها در هند کرد. RAW با تأسیس مراکز اطلاعاتی در شهرهای مختلف هند، پشتیبانی کامل خود از گروه «ببرهای آزادی‌بخش تمیل عیلام» (LITE) صورت داد. در اواخر سال ۱۹۸۶، سرویس اطلاعات برون مرزی هند بر گروه LITE که رابطه خوبی گروهک جدایی‌طلب «تمیل نادو» داشت، متمرکز شد. «راجیو گاندی» حتی پس از استقرار نیروهای حافظ صلح در سریلانکا، به دنبال ایجاد رابطه نزدیک و صمیمی با LITE بود. اما LITE که از استقرار دوباره نیروهای حافظ صلح و ایجاد دوری و سردی در تمیل نادو نسبت به خود از سوی دولت هند وحشت داشت، راجیو گاندی را ترور کرد و این یک نمره منفی برای سازمان RAW که در برآوردهای خود اشتباه کرد، محسوب می‌گردد.
۳. در سال ۱۹۹۹، RAW به کم‌کاری و قصور در برآورد حملات پاکستان به «کارگیل» متهم شد. تحلیل‌گران، وقوع یک جنگ تمام عیار ده هفته‌ای را ناشی از اشتباه این سازمان دانستند. وقتی که ارتش با کمبود اطلاعات مورد نیاز از سوی سازمان‌های اطلاعاتی روبرو شد، RAW سیاستمداران را به ضبط و غصب اطلاعات محکوم کرد. سیاستمداران هم پس از آن اقدام به تحکیم روابط اطلاعاتی بیشتر میان سازمان‌های اطلاعاتی هند کردند.
۴. حملات تروریستی نوامبر ۲۰۰۸، به شدت RAW و IB را در کانون انتقادات قرار داد. روزنامه‌نگاران و رسانه‌ها برآورد ضعیف این سازمان از اتفاقات آتی را دلیل اصلی ورود مشتی تروریست به داخل شهر بمبئی خواندند. اما RAW سکوت را شکست و در بیانیه رسمی که صادر کرد به ارائه گزارش از اتفاقات تروریستی آتی به مقامات بالا سخن به میان آورد و علت این اهمال بزرگ و وقوع فاجعه را قصور مقامات سیاسی هند خواند.

## عملیات‌ها
RAW از زمان تأسیس تاکنون عملیات‌های بسیاری را شکل داده که بخش اعظم آن مربوط به چین و پاکستان -دو رقیب و دشمن قدیمی- بوده‌است:
۱. ادغام سی کیم: این استان با تبت، نپال، بوتان، و بنگال غربی در شرق هیمالایا هم‌مرز است. سی کیم، توسط مهاراجه‌ها اداره می‌گردد. مهاراجه حاکم بر هند عنوان «چوگیال» را بر خود می‌گیرد. در سال ۱۹۷۲، RAW اجازه یافت که یک دولت دموکراتیک طرفدار هند در سی کیم دایر نماید. در کمتر از سه سال در ۲۴ آوریل ۱۹۷۵، سی کیم رسماً به عنوان بیست و دومین استان هند اعلام شد.
۲. عملیات کاکتوس: در نوامبر ۱۹۸۸، گروهک جدایی‌طلب «سازمان آزادی‌بخش خلق تامیل عیلام» متشکل از ۲۰۰ شبه نظامی به مالدیو حمله کرد. «مأمون عبدول» -رئیس‌جمهور مالدیو- بلافاصلله از هند درخواست کمک کرد. ارتش هند با کمک سازمان RAW عملیات خارج ساختن نیروهای تامیل عیلام را شروع کرد. در شبانگاه ۳ نوامبر، نیروهای هوایی هند، ششمین گردان از هنگ چتربازان را تا ۲ هزار کیلومتر بر فراز آسمان مالدیو پرواز داد. چتربازان در «هولول» به زمین نشستند و ظرف چند ساعت حکومت مالدیو را نجات دادند. این عملیات به «کاکتوس» معروف شد، با همراهی نیروی دریایی هند همراه بود.
۳. عملیات چاناکیا: این عملیات که یکی از مهم‌ترین عملیاتهای RAW است، با نفوذ عوامل اطلاعاتی به گروهک‌های جدایی طلب مورد حمایت ISI (سرویس اطلاعاتی پاکستان) در کشمیر آغاز گردید. عوامل نفوذی، اقدام به جمع‌آوری اطلاعات نظامی از منطقه و مستندات مبنی بر آموزش این نیروها توسط ISI کردند. طی این عملیات، سرویس اطلاعاتی هند موفق به ایحاد شکاف در گروهک «حزب المجاهدین» و خلق گروهک «اخوان المسلمین هند» شد. در مرحله پایانی این عملیات، گروهک‌های جدایی‌طلب به خاک و خون کشیده شدند. اما «کوکا پاری» (Kokka Parrey) -رهبر اخوان المسلمین- بعداً توسط بازمانده‌های همین گروهک‌های جدایی‌طلب ترور شد.
۴. ائتلاف شمال در افغانستان: پس از ظهور طالبان و حمایت آمریکا از آن‌ها در افغانستان، هند تصمیم گرفت که از ائتلاف شمال روس‌ها حمایت کند. تا سال ۱۹۹۶، RAW یک پایگاه هوایی در پایگاه «فرخور» تاجیکستان ساخت و از آن برای پشتیبانی هوایی و تعمیر جنگنده‌های آسیب دیده استفاده کرد. این ارتباط هند با شوروی سابق در سال ۲۰۰۱ در حمله آمریکا به افغانستان هم ادامه یافت. دولت هند از طریق RAW، هشت الی ده میلیون دلار برای تجهیز نظامی ائتلاف شمال هزینه کرد.
۵. عملیات زالو: آرکان‌های مقیم ایالت راخین میانمار همیشه برای میانمار/برمه و RAW دردسرساز بوده‌اند. هند، به عنوان یک بازیگر مهم در منطقه، پیوسته به دنبال حمایت از دموکراسی و ایجاد دولت‌های فرمانبر بوده‌است. RAWبارها به این متهم شده که از گروهک‌های شورشی و ائتلاف‌های آزادی‌خواه برمه و به خصوص «ارتش مستقل کاچین» (KIA) پشتیبانی کرده‌است. در ابتدا، KIA از سوی هند مجاز به قاچاق محدود سنگ‌های قیمتی هندی شد و بعدها نوبت قاچاق سلاح رسید. طبق برخی گزارش‌ها، «ماران برانگ سنگ» (Maran Brang Seng) -فرمانده KIA- دو مرتبه با مقامات ارشد RAW در دهلی دیدار داشته‌است. بعد از افشای اینکه گروهک‌های شورشی شمال شرقی از سمت KIA تغذیه تسلیحاتی می‌شوند، RAW تصمیم به تشکیل تیم ترور رهبران ارشد KIA گرفت. ۶ فرمانده اول، در لیست قرار گرفتند. ترور «خائینگ رازا» (Khaing Raza) -فرمانده شاخه نظامی حزب اتحاد ملی آرکان‌ها- و دستگیری برخی از کماندوها و شبه‌نظامیان برجسته KIA از اتفاقات عملیات بزرگ زالو بود.
۶. عملیات‌های ویژه در پنجاب: در دهه ۱۹۸۰، RAW دو گروه عملیات مخفی تشکیل داد: تیم ضداطلاعات CIT-X و تیم ضداطلاعات CIT-J. اولی وظیفه نفوذ در پاکستان و دومی وظیفه نفوذ به «گروهک‌های خالصتانی» را داشت. «رابیندر سینگ» (Rabinder Singh) -جاسوس دو جانبه RAW که در سال ۲۰۰۴ به آمریکا گریخت- از مهم‌ترین عوامل CIT-J در سال‌های آغازین فعالیت‌اش بود. هر دو گروه، از قاچاقچیان مرزی برای انتقال سلاح و پول به گروه‌های تحت امر استفاده کردند. درست همین فعل را ISI پاکستان صورت می‌داد. طبق گفته‌های بی. رامان (B. Raman) -از مقامات ارشد سابق RAW و تحلیلگر برجسته، دو گروه موفقیت‌های بسیاری به دست آوردند. وی، در مقاله‌ای در سال ۲۰۰۰ تحت عنوان «نقش عملکرد ضداطلاعات ما در پایان بخشیدن به دخالت ISI در پنجاب» به عملکرد کم‌هزینه و بسیار هوشمندانه RAW برای انجام عملیات ضد ISI پرده برداشت.

### رابیندر سینگ
۷. جنگ با تروریسم: اگرچه برنامه مبارزه با تروریسم RAW بسیار محرمانه است، اما وقتی که این سازمان رسماً اعلام کرد که در همکاری با آمریکا مشغول یافتن مخفی‌گاه‌های اعضای برجسته القاعده است، قضیه فرق پیدا کرد. نقشه‌ها و تصاویر مربوط به اردوگاه‌های آموزشی تروریست‌ها و مستندات مرتبط با حملات جاری و آتی اسامه بن لادن به اهداف مورد نظرش، از سوی RAW در اختیار مقامات ارشد امنیتی آمریکا قرار می‌گرفت. وقتی که آمریکا اعلام کرد که RAW را نسبت به ISI قابل اتکا و اعتمادتر می‌بیند، اهمیت و نقش این سازمان در مبارزه با تروریسم برجسته‌تر شد. اما افتخارات RAW به اینجا محدود نگردید و اطلاع‌رسانی به موقع این سازمان، مانع از انجام ترور سوم ژنرال پرویز مشرف -رئیس‌جمهور سابق پاکستان- شد.
۸. پروژه خاد: سازمان ،RAW از دیرباز و به خصوص دهه ۱۹۸۰ تمرکز بسیاری بر حفظ محور اتحاد اطلاعاتی -شامل RAW, KGB، و KHAD- داشته‌است. سازمان اطلاعاتی افغانستان (KHAD) به منزله چشم و گوش سرویس اطلاعاتی هند در منطقه خالصتان عمل کرده‌است. وظیفه KHAD کنترل جدایی‌طلبان «سیک» در مناطق مختلف پاکستان است. هند، پیوسته با جدایی‌طلبان خود به خصوص در ایالت پنجاب مشکل عدیده داشته‌است. این محور ائتلاف اطلاعاتی درست مقابل محور اطلاعاتی ISI, CIA، استخبارات {شامل پاکستان، آمریکا، عربستان} قرار دارد. علاوه بر این، RAW به خوبی از وحشت ISI از حضور هند در افغانستان که به معنای کاهش قدرت پاکستان در منطقه است، با خبر بوده و نهایت استفاده را از آن می‌برد.
سخنرانی لو رفته «آجیت کومار» (Ajeet Kumar) -مامور RAW- در مورد پاکستان که سلاح‌های هسته‌ای پاکستان را مهم‌ترین تهدید برای هند و امنیت ملی آن می‌داند.
۹. پروژه استقلال بنگلادش: جنگ آزادی‌بخش بنگلادش که در ۲۶ مارس ۱۹۷۱ آغاز شد، مربوط به موضوع جدایی‌طلبی پاکستان شرقی (بنگلادش امروزی) از پاکستان غربی (پاکستان امروزی) بود. در پی سرکوب جنبش آزادی‌خواهی بنگلادش و سرکوب شدید از سوی دولت پاکستان، ۱۰ میلیون آواره بنگلادشی روانه هند شدند. RAW، به پشتوانه دو همتای آمریکایی و روسی خود، تلاش بسیاری را صرف حمایت تسلیحاتی و آموزشی جدایی‌طلبان و به خصوص گروهک «موکتی بوهینی» کرد که تبدیل به گربه سیاه حکومت پاکستان و در نتیجه استقلال بنگلادش گردید. به جرأت می‌توان گفت بخش زیادی از استقلال بنگلادش و ورود ضربه به بدنه نظام پاکستان، مرهون وجود RAW است.
افشاگری یوری بزمنوف (Yuri Bezmenov) -مامور برجسته سابق KGB- در مورد نقش RAW, CIA، و KGB در استقلال بنگلادش
۱۰. عملیات بودای خندان: این اسم به عملیات حفظ محرمانه برنامه هسته‌ای هند که بر عهده RAW گذاشته شده بود، اختصاص یافت. این اولین عملیات داخلی بود که به این سازمان واگذار گردید. در ۱۸ می ۱۹۷۴، ۱۵ کیلوتن پلوتونیوم در پوخران (راجستان) به انفجار رسید و بدین ترتیب هند وارد باشگاه هسته‌ای شد. محرمانه نگاه داشتن این برنامه تا آن تاریخ، تحسین همه سازمان‌های اطلاعاتی جهان را دربرداشت.
۱۱. عملیات مشترک با IB: در اواخر سال ۲۰۰۹، مجله The Week به عملیات موفقیت‌آمیز مشترک این دو سرویس اطلاعاتی برای مقابله با تروریست‌هایی که قصد داشتند از طریق نپال و دیگر کشورهای همسایه وارد هند شوند اشاره کرد. طبق ادعای این مجله، در یک دهه اخیر بیش از ۴۰۰ مورد اقدام ضدتروریستی مشترک موفق از سوی این دو در نپال و دیگر کشورها صورت گرفته‌است. در طی این عملیات‌ها، بسیاری از تروریست‌های مطرح دستگیر شده و تحت بازجویی سنگین قرار گرفتند که از آن دست می‌توان به «بوپیندر سینگ بودا» (از اعضای ارشد یگان کماندویی خالصتان)، «طارق محمود» (شبه نظامی لشکار)، و «شیخ عبدالخواجه» (یکی از طراحان حملات تروریستی بمبئی) اشاره کرد.
۱۲. عملیات ضد تروریسم بمبئی: در حدود ۶ ماه قبل از حمله تروریستی ۲۶ نوامبر ۲۰۰۸، اداره اطلاعات سیگنالی چند مرتبه با سرویس‌های اطلاعاتی از طریق تماس تلفنی مسئله احتمال حمله تروریستی به بمبئی توسط تروریست‌های پاکستانی را مطرح نمود.
طی این چند ماه، بررسی‌ها آغاز و انجام گرفت اما هماهنگی مسولان سیاست با مسئولان امنیت همچنان پای لنگان قضیه بود. ساعاتی پیش از حمله به بمبئی، سرویس‌های اطلاعاتی هند، از مکالمه بین هماهنگ‌کنندگان این حمله و تروریست‌های از طریق شنود باخبر شدند؛ لذا، بلافاصله با دفتر مشاور امنیت ملی تماس گرفته شد و موضوع به سمع رسید. اما نهایتاً، قضیه به طرز مرموزی چندان جدی گرفته نشد و تازه پس از حمله تروریست‌ها به بمبئی و کشتار مردم، با بررسی مکالمات ۶ دستگاه تلفن همراه تروریست‌ها، سر نخ به دست آمد و در ۱۵ ژانویه ۲۰۱۰، این دو سرویس اطلاعاتی در عملیاتی مشترک موفق به دستگیری یکی از عاملان و طراحان اصلی این حمله شدند که از خطرناک‌ترین و تحت تعقیب‌ترین تروریست‌های هند بود.
۱۳. عملیات کاهوتا: این عملیات را -اگر اغراق نباشد- می‌توان شجاعانه‌ترین عملیات تاریخ RAW برشمرد. «کاهوتا» نام آزمایشگاه تسلیحاتی «آزمایشگاه‌های پژوهشی خان» در پاکستان است که موشک‌های دوربرد تولید می‌کند. این مرکز، وظیف غنی‌سازی و تولید اورانیوم درصد بالا را داراست. اولین مرتبه، RAW با آزمایش موی چیده شده دانشمندان هسته‌ای پاکستان از یکی از آرایشگاه‌های نزدیک همان تأسیسات، موفق به کشف برنامه هسته‌ای پاکستان شد. سرویس اطلاعاتی هند، از سال ۱۹۷۸ از وجود این تأسیسات باخبر بود. اما با کشف این برنامه، شجاع‌ترین مأمورین نفوذی RAWوارد تأسیسات مورد نظر شدند. اما اشتباه بسیار بزرگ و فاحش «مورارجی دسای» -نخست‌وزیر وقت هند- همه چیز را نابود کرد. او در مکالمه تلفنی خود با «ضیاء الحق» -رئیس‌جمهور وقت پاکستان- خبر از آگاهی هند از برنامه هسته‌ای پاکستان داد و پاکستان هم بلافاصله اقدام به پاکسازی مدارک و مستندات و حذف و کشتار مأمورین RAW در آن تأسیسات کرد.

## جمع‌بندی
نظام اطلاعاتی هند شامل سازمان‌های IB و RAW دارای دغدغه‌ای بزرگ به نام قطع دستان پاکستان و چین از سیطره سیاسی و اطلاعاتی بر منطقه است و در این مسیر تمامی تلاش خود به کار بسته تا نهایت بهره‌وری را از فراست تئوری‌پردازان، چابکی و هوش نیروهای عملیاتی، دید وسیع تحلیل‌گران سیاسی، شناخت عمیق منطقه، وجود احزاب و گروهک‌های فرقه‌ای و قومی، مساعدت‌های اطلاعاتی متحدانش داشته باشد.
قطع یقین، این دو سازمان اطلاعاتی مانند هر سازمان اطلاعاتی دیگر دارای پاشنه آشیل بوده و تا به امروز اشتباهات بزرگی را مرتکب شده‌اند اما فارغ از این امر، نباید توانایی این دو سازمان به علت عدم هماهنگی مسولان سیاسی کشور هند با آن‌ها -که به صورت سنتی ادامه داشته- زیر سؤال برود.
به نظر می‌رسد که تنش‌های نظام اطلاعاتی هند با پاکستان -به عنوان مهم‌ترین دشمن این کشور- همچنان به قوت خود باقی بماند و در بازی برابر همیشگی، شاهد برد و باخت‌های هر از گاه یکی از آن‌ها باشیم؛ تنازع کلیشه‌واری که ظاهراً هر دو -به‌طور شرطی- به آن عادت کرده‌اند. به هر حال، می‌توان این گونه برداشت نمود که پیش‌بینی آینده‌ای روشن برای سیطره نظام اطلاعاتی هند یا پاکستان بر منطقه آسیای جنوبی و شکست دیگری - دست‌کم در آینده نزدیک - اصلاً منطقی نباشد.